# Werner Hofmann (Politiker, 1925)
Werner Hofmann (* 30. April 1925 in Karlstadt; † 18. Januar 2003 ebenda) war ein deutscher Kommunalpolitiker der SPD.

## Leben
Werner Hofmann besuchte von 1931 bis 1939 die Volksschule und machte im Anschluss eine 3-jährige Lehre beim Flurbereinigungsamt in Ansbach mit einer Abschlussprüfung zum Vermessungstechniker. Während des Zweiten Weltkrieges wurde er in den Jahren 1942 bis 1945 zum Arbeitsdienst und Wehrdienst eingezogen. Er kam am Ende des Krieges in britische Kriegsgefangenschaft und wurde im September 1945 entlassen.
In der Nachkriegszeit war er von 1946 bis 1950 stellvertretender Leiter des Ernährungsamts von Karlstadt. Ab März 1950 arbeitete er als technischer Angestellter beim Landratsamt, und ab Juli 1960 wechselte er zur Stadt Karlstadt als Bautechniker.

## Politik
Werner Hofmann war ab 1951 politisch tätig. Er wurde in seinem Heimatkreis, dem ehemaligen Landkreis Karlstadt, ab 1955 Vorsitzender der SPD. Ein Jahr später wurde er zum Stadtrat und 1960 zum Kreisrat gewählt. Im Kreistag übernahm er die Aufgabe als Fraktionsvorsitzender.
Werner Hofmann war von 1973 bis 1991 Bürgermeister der Kreisstadt Karlstadt im neugegliederten Landkreis Main-Spessart. Bereits ab Mai 1966 hatte er das Amt als 2. Bürgermeister inne. In seine Amtszeit als Bürgermeister fiel die bayerische Gebietsreform 1971 bis 1980. Zudem war er bereits von 1956 an bis 1994 Stadtrat sowie von 1961 bis 1994 Mitglied des Kreistages.
Auf Landesebene gehörte er vom 4. September 1967 bis zum 22. November 1970 dem Bayerischen Landtag an. Er war für verstorbenen Abgeordneten Walter Galuschka nachgerückt. Im Parlament saß er für seine Fraktion im Ausschuss für Sozial- und Gesundheitspolitik sowie im Eingabenausschuss.
Neben seiner parteipolitischen Arbeit gehörte er als Stellvertretender Vorsitzender dem Kreiskuratorium Unteilbares Deutschland an.

## Ehrung
Er erhielt das Bundesverdienstkreuz, die Verdienstmedaille der bayerischen Staatsregierung und ist Ehrenbürger der Stadt Karlstadt.